# Marcel-Georges Prêtre
Pour les articles homonymes, voir Prêtre (homonymie).
Marcel-Georges Prêtre (ou Marcel-G. Prêtre), né le 17 mai 1922 aux Geneveys-sur-Coffrane (Neuchâtel) et décédé le 25 mai 1995 à Môtier (Fribourg), est un écrivain suisse.

## Biographie
Marcel-Georges Prêtre est guide de chasse en Afrique, et vit plusieurs années au sein des communautés pygmées. Il se lance ensuite dans la course automobile en Europe, remportant 24 courses internationales et participant à plusieurs reprises au Rallye de Monte-Carlo avec l'écurie Porsche.

## Œuvre
Marcel-Georges Prêtre a écrit près de cent cinquante romans policiers et romans d’espionnage, dont de nombreux au Fleuve noir sous le pseudonyme Frank Evans (Série Chris Holden, série Agent Z 003, bien que ces séries soient parfois donnés pour avoir été écrites pour Louis Verger[réf. nécessaire]). Une centaine d'entre eux a été rédigée par le journaliste fribourgeois Marc Waeber, sous le pseudonyme commun de François Chabrey. 
Marcel-G. Prêtre fut aussi le héros d’une série télévisée de Raymond Vouillamoz Le Fils de l’horloger (70 épisodes de 3 minutes), diffusée par la Télévision suisse romande en 1985.
Plusieurs œuvres de Marcel-G. Prêtre ont été adaptées pour la radio sous la forme de feuilletons, comme Une grand-mère en or massif ou Un grand-père en béton armé.
Il était l’ami de Frédéric Dard. On prête à ce dernier de lui avoir servi de « nègre » lorsqu’il était en mal d’inspiration.

### Romans signés Marcel-Georges Prêtre

#### Dans la collection Spécial Police
- Boomerang, Paris, Fleuve noir, coll. « Spécial Police » no 1733, 1982
- Pas vu, pas pris, Paris, Fleuve noir, coll. « Spécial Police » no 1739, 1982
- Mort pour rire, Paris, Fleuve noir, coll. « Spécial Police » no 1756, 1982
- Un sorbet framboise, Paris, Fleuve noir, coll. « Spécial Police » no 1762, 1982
- Noblesse oblige, Paris, Fleuve noir, coll. « Spécial Police » no 1776, 1983
- Pigeon vole, Paris, Fleuve noir, coll. « Spécial Police » no 1786, 1983
- Démoniaquement vôtre, Paris, Fleuve noir, coll. « Spécial Police » no 1792, 1983
- Les Citrons verts, Paris, Fleuve noir, coll. « Spécial Police » no 1805, 1983
- Mort en sueur, Paris, Fleuve noir, coll. « Spécial Police » no 1811, 1983
- Le Fric, Paris, Fleuve noir, coll. « Spécial Police » no 1819, 1983
- À quoi bon ?, Paris, Fleuve noir, coll. « Spécial Police » no 1830, 1983
- Balle de match, Paris, Fleuve noir, coll. « Spécial Police » no 1845, 1983
- Question de couleur, Paris, Fleuve noir, coll. « Spécial Police » no 1858, 1984
- Tableaux de chasse, Paris, Fleuve noir, coll. « Spécial Police » no 1865, 1984

#### Dans la collection Espionnage
- Golden Bridge 609 , Paris, Fleuve noir, coll. « Espionnage » no 1749, 1984
- Corum pour un défunt, Paris, Fleuve noir, coll. « Spécial Police » no 1777, 1984
- Le Défi suisse, Paris, Fleuve noir, coll. « Spécial Police » no 1809, 1985

#### Dans la collection Angoisse
- La Cinquième dimension, Paris, Fleuve noir, coll. « Angoisse » no 165, 1969, réédition, Paris, Fleuve noir, coll. « Super-luxe » no 151, 1984

### Romans signés Frank Evans

#### Dans la collection Espionnage
- Terreur blanche en Rhodésie, Paris, Fleuve noir, coll. « Espionnage » no 583, 1966
- Téléphone rouge, Paris, Fleuve noir, coll. « Espionnage » no 619, 1967
- Collusion au Pacifique, Paris, Fleuve noir, coll. « Espionnage » no 656, 1967
- Le Retour des vautours, Paris, Fleuve noir, coll. « Espionnage » no 722, 1969
- Playback à l'antillaise, Paris, Fleuve noir, coll. « Espionnage » no 751, 1969
- Le vent souffle de l'Est, Paris, Fleuve noir, coll. « Espionnage » no 787, 1970
- Charade mandarine, Paris, Fleuve noir, coll. « Espionnage » no 821, 1970
- Chausse-trappe à Singapore, Paris, Fleuve noir, coll. « Espionnage » no 893, 1971
- Vendetta cinghalaise, Paris, Fleuve noir, coll. « Espionnage » no 991, 1972
- Le Sabbat des Papous, Paris, Fleuve noir, coll. « Espionnage » no 1136, 1974
- L'Arnaque rouge, Paris, Fleuve noir, coll. « Espionnage » no 1396, 1978
- Le Carnaval des transfuges, Paris, Fleuve noir, coll. « Espionnage » no 1448, 1978
- Les Éperviers du Sinaï, Paris, Fleuve noir, coll. « Espionnage » no 1524, 1980
- Impasse à Cuba, Paris, Fleuve noir, coll. « Espionnage » no 1568, 1981
- Ombres chinoises, Paris, Fleuve noir, coll. « Espionnage » no 1631, 1982
- Taupes rouges, Paris, Fleuve noir, coll. « Espionnage » no 1679, 1982
- Le Piège Écarlate, Paris, Fleuve noir, coll. « Espionnage » no 1745, 1983
- Le Ball-trap du diable, Paris, Fleuve noir, coll. « Espionnage » no 1799, 1985
- Opération Troïka, Paris, Fleuve noir, coll. « Espionnage » no 1825, 1985
- Shalom, Z.003 !, Paris, Fleuve noir, coll. « Espionnage » no 1851, 1985
- Z. 003 aux îles Sous-le-Vent, Paris, Fleuve noir, coll. « Espionnage » no 1863, 1986
- Brelan d'enfer pour Z.003, Paris, Fleuve noir, coll. « Espionnage » no 1897, 1987

### Romans signésFrançois Chabrey

#### Dans la collection Spécial Police
- Appel à Steve Kennedy, Paris, Fleuve noir, coll. « Spécial Police » no 791, 1970
- Deux cadavres pour Reginald, Paris, Fleuve noir, coll. « Spécial Police » no 913, 1971
- Mort d'un aristocrate, Paris, Fleuve noir, coll. « Spécial Police » no 974, 1972
- Culpabilité compensée, Paris, Fleuve noir, coll. « Spécial Police » no 1000, 1972
- Peinture au sang, Paris, Fleuve noir, coll. « Spécial Police » no 1663, 1981
- La Poupée du diable, Paris, Fleuve noir, coll. « Spécial Police » no 1705, 1982
- Cadavres à l'assurance, Paris, Fleuve noir, coll. « Spécial Police » no 1720, 1982

#### Dans la collection Espionnage
- La Vingt-cinquième image, Paris, Fleuve noir, coll. « Espionnage » no 638, 1967
- Détruisez l'original !, Paris, Fleuve noir, coll. « Espionnage » no 652, 1967
- Un appât nommé Howard, Paris, Fleuve noir, coll. « Espionnage » no 681, 1968
- Le Sang lourd , Paris, Fleuve noir, coll. « Espionnage » no 697, 1968
- Matt à Palma, Paris, Fleuve noir, coll. « Espionnage » no 729, 1969
- Échec à Matt, Paris, Fleuve noir, coll. « Espionnage » no 745, 1969
- Une peau pour Matt, Paris, Fleuve noir, coll. « Espionnage » no 783, 1970
- Matt à bord, Paris, Fleuve noir, coll. « Espionnage » no 809, 1970
- Matt malmène Mao, Paris, Fleuve noir, coll. « Espionnage » no 824, 1970
- Matt contre "Faucons", Paris, Fleuve noir, coll. « Espionnage » no 837, 1970
- Shalom, Monsieur Matt, Paris, Fleuve noir, coll. « Espionnage » no 860, 1971
- Matt au Mali, Paris, Fleuve noir, coll. « Espionnage » no 871, 1971
- Une valse pour Matt, Paris, Fleuve noir, coll. « Espionnage » no 896, 1971
- Nançay R.A. 12 appelle Matt, Paris, Fleuve noir, coll. « Espionnage » no 906, 1971
- Une hirondelle pour Matt, Paris, Fleuve noir, coll. « Espionnage » no 934, 1971
- Mach 2 pour Matt, Paris, Fleuve noir, coll. « Espionnage » no 950, 1972
- Matt et le Satellite, Paris, Fleuve noir, coll. « Espionnage » no 968, 1972
- Matt réveille le coq, Paris, Fleuve noir, coll. « Espionnage » no 984, 1972
- Matt flambe à Caracas, Paris, Fleuve noir, coll. « Espionnage » no 1025, 1973
- Matt fonce dans le noir, Paris, Fleuve noir, coll. « Espionnage » no 1038, 1973
- Matt attaque Germania-E, Paris, Fleuve noir, coll. « Espionnage » no 1048, 1973
- Une tornade pour Matt, Paris, Fleuve noir, coll. « Espionnage » no 1058, 1973
- Matt sur le toit du monde, Paris, Fleuve noir, coll. « Espionnage » no 1070, 1973
- Nul n'échappe à Matt, Paris, Fleuve noir, coll. « Espionnage » no 1077, 1974
- Matt et l'Honorable Correspondant, Paris, Fleuve noir, coll. « Espionnage » no 1089, 1974
- Matt frappe à Cuba, Paris, Fleuve noir, coll. « Espionnage » no 1105, 1974
- Électroniquement vôtre, Matt, Paris, Fleuve noir, coll. « Espionnage » no 1119, 1974
- Du feu, Matt ?, Paris, Fleuve noir, coll. « Espionnage » no 1129, 1974
- Matt et le Canard laqué, Paris, Fleuve noir, coll. « Espionnage » no 1142, 1974
- Matt lutte en Suisse, Paris, Fleuve noir, coll. « Espionnage » no 1156, 1974
- Matt et l'Ostpolitik, Paris, Fleuve noir, coll. « Espionnage » no 1167, 1974
- "Torpédos" contre Matt, Paris, Fleuve noir, coll. « Espionnage » no 1179, 1975
- Matt coiffe Panama, Paris, Fleuve noir, coll. « Espionnage » no 1182, 1975
- Matt gèle en Alaska, Paris, Fleuve noir, coll. « Espionnage » no 1189, 1975
- Matt perd la face, Paris, Fleuve noir, coll. « Espionnage » no 1209, 1975
- Matt salue le Bosphore, Paris, Fleuve noir, coll. « Espionnage » no 1218, 1975
- Matt piège Piotr, Paris, Fleuve noir, coll. « Espionnage » no 1235, 1976
- Matt mate l'atome, Paris, Fleuve noir, coll. « Espionnage » no 1238, 1976
- Matt détruit Marty, Paris, Fleuve noir, coll. « Espionnage » no 1254, 1976
- Matt frappe au "Golden Gate", Paris, Fleuve noir, coll. « Espionnage » no 1265, 1976
- Compte à rebours pour Matt, Paris, Fleuve noir, coll. « Espionnage » no 1279, 1976
- Matt suit "le Pape", Paris, Fleuve noir, coll. « Espionnage » no 1283, 1976
- Matt confond la "Bundeswehr", Paris, Fleuve noir, coll. « Espionnage » no 1293, 1976
- Matt court-circuite l'O.U.A., Paris, Fleuve noir, coll. « Espionnage » no 1312, 1977
- Matt retrouve ses ancêtres, Paris, Fleuve noir, coll. « Espionnage » no 1322, 1977
- Matt rôde en Rhodésie, Paris, Fleuve noir, coll. « Espionnage » no 1329, 1977
- Matt à mort, Paris, Fleuve noir, coll. « Espionnage » no 1342, 1977
- Matt à tout va, Paris, Fleuve noir, coll. « Espionnage » no 1353, 1977
- Matt retrouve "Tomcat", Paris, Fleuve noir, coll. « Espionnage » no 1368, 1977
- Matt attise le volcan, Paris, Fleuve noir, coll. « Espionnage » no 1386, 1977
- Matt et la Guerre dans l'espace, Paris, Fleuve noir, coll. « Espionnage » no 1400, 1978
- Matt rencontre Matt, Paris, Fleuve noir, coll. « Espionnage » no 1406, 1978
- Matt opère à Cheyenne, Paris, Fleuve noir, coll. « Espionnage » no 1419, 1978
- Matt domine Zeus, Paris, Fleuve noir, coll. « Espionnage » no 1426, 1978
- Matt rompt la glace, Paris, Fleuve noir, coll. « Espionnage » no 1436, 1978
- Matt découvre l'étalon, Paris, Fleuve noir, coll. « Espionnage » no 1454, 1978
- Matt et l'Uranium volant, Paris, Fleuve noir, coll. « Espionnage » no 1468, 1979
- Matt vole Concorde, Paris, Fleuve noir, coll. « Espionnage » no 1478, 1979
- Matt est brillant, Paris, Fleuve noir, coll. « Espionnage » no 1494, 1979
- Matt retient le glaive, Paris, Fleuve noir, coll. « Espionnage » no 1508, 1979
- Une empreinte vocale pour Matt, Paris, Fleuve noir, coll. « Espionnage » no 1513, 1980
- Matt traque "Osirak", Paris, Fleuve noir, coll. « Espionnage » no 1531, 1980
- Matt perd la tête, Paris, Fleuve noir, coll. « Espionnage » no 1541, 1980
- Matt et la Cybernétique, Paris, Fleuve noir, coll. « Espionnage » no 1547, 1980
- Matt cabale à Kaboul, Paris, Fleuve noir, coll. « Espionnage » no 1553, 1980
- Matt et le taxi 33, Paris, Fleuve noir, coll. « Espionnage » no 1559, 1980
- Le K.G.B. avec Matt, Paris, Fleuve noir, coll. « Espionnage » no 1572, 1981
- Matt en or massif, Paris, Fleuve noir, coll. « Espionnage » no 1579, 1981
- Matt et l'Avion fantôme, Paris, Fleuve noir, coll. « Espionnage » no 1593, 1981
- Matt se recycle, Paris, Fleuve noir, coll. « Espionnage » no 1599, 1981
- T'as l'bonjour de Matt, Paris, Fleuve noir, coll. « Espionnage » no 1613, 1981
- Matt et les Ordinateurs, Paris, Fleuve noir, coll. « Espionnage » no 1625, 1981
- Matt est verni, Paris, Fleuve noir, coll. « Espionnage » no 1635, 1982
- Matt aux Caraïbes, Paris, Fleuve noir, coll. « Espionnage » no 1643, 1982
- Matt au Brésil, Paris, Fleuve noir, coll. « Espionnage » no 1656, 1982
- Alors... Matt ?, Paris, Fleuve noir, coll. « Espionnage » no 1682, 1982
- Matt... adore, Paris, Fleuve noir, coll. « Espionnage » no 1692, 1983
- Un but pour Matt, Paris, Fleuve noir, coll. « Espionnage » no 1697, 1983
- Matt en prime, Paris, Fleuve noir, coll. « Espionnage » no 1702, 1983
- Smash pour Matt, Paris, Fleuve noir, coll. « Espionnage » no 1714, 1983
- Pétro-Dollars pour Matt, Paris, Fleuve noir, coll. « Espionnage » no 1742, 1983
- Un bulgare pour Matt, Paris, Fleuve noir, coll. « Espionnage » no 1747, 1983
- Matt et les Cahiers d'Hitler, Paris, Fleuve noir, coll. « Espionnage » no 1752, 1984
- Cosmos 1402 pour Matt, Paris, Fleuve noir, coll. « Espionnage » no 1757, 1984
- Des souris pour Matt, Paris, Fleuve noir, coll. « Espionnage » no 1767, 1984
- Matt et le Boeing coréen, Paris, Fleuve noir, coll. « Espionnage » no 1780, 1984
- Matt et la Puissance laser, Paris, Fleuve noir, coll. « Espionnage » no 1795, 1985
- Matt face à la parano, Paris, Fleuve noir, coll. « Espionnage » no 1808, 1985

## Distinctions
- Palmes d’or du roman d’espionnage (1967)